# Gunnera peltata
Gunnera peltata är en gunneraväxtart som beskrevs av Rodolfo Amando Philippi. Gunnera peltata ingår i släktet gunneror, och familjen gunneraväxter. Inga underarter finns listade.